# Dowgiały
Dowgiały (biał. Даўгялы; ros. Довгялы) – wieś na Białorusi, w obwodzie grodzieńskim, w rejonie werenowskim, w sielsowiecie Podhorodno.
Dobra ziemskie od XVII wieku należały głównie do rodzin:
-Dowgiałłów H. Zadora (1677-1891)
-Gojżewskich H. Łabędź (1723-1914)
-Tubielewiczów H. Pomian (1789-1902)
Same okolice szlacheckie wywodzą się od rodziny Dowgiałłów H. Zadora. Do II wojny światowej dzieliły się na Wielkie Dowgiały i Małe Dowgiały. W dwudziestoleciu międzywojennym leżały one w Polsce, w województwie nowogródzkim, w powiecie lidzkim, w gminach Aleksandrowo (do 1925), Mackiszki (1925 - 1929) oraz Werenowo (od 1929). Po II wojnie światowej w granicach Związku Sowieckiego. Od 1991 w niepodległej Białorusi.